# Droits réservés
 (août 2022).
Si vous disposez d'ouvrages ou d'articles de référence ou si vous connaissez des sites web de qualité traitant du thème abordé ici, merci de compléter l'article en donnant les références utiles à sa vérifiabilité et en les liant à la section « Notes et références ».
Dans le domaine de la publication, Droits réservés (ou DR) est une mention apposée à la place du crédit de l'auteur d'une œuvre orpheline, c'est-à-dire une œuvre dont il est impossible ou difficile d'identifier l'auteur. Si l'auteur est identifié par la suite, l'éditeur peut alors l'indemniser et lui rendre la paternité de l'œuvre.
L'abus de l'utilisation de la mention droits réservés est critiqué notamment par l'Ordre des architectes et par des groupements de photographes professionnels. Ainsi, l'Union des photographes créateurs dénonce l'habitude que la presse a, selon eux, d'utiliser cette mention pour des images, par exemple trouvées sur Internet, sans effectuer de « recherche raisonnable » concernant l'identité de l'auteur. Si l'absence d'information sur l'auteur peut être justifiée pour un paparazzi qui ne souhaite pas être reconnu ou des images promotionnelles d'entreprise, l'utilisation d'une image sans en créditer l'auteur est contraire au droit moral qui est inaliénable.
Pour lutter contre l’usage abusif du DR, une proposition de Loi déposée par la sénatrice Marie-Christine Blandin a été débattue au Sénat en 2010. L’article premier de cette proposition a été adopté.
Après l’article L. 113-9 du code de la propriété intellectuelle, il est inséré un article L. 113-10 ainsi rédigé :
« Art. L. 113-10. - L’œuvre orpheline est une œuvre protégée et divulguée, dont les titulaires de droits ne peuvent être identifiés ou retrouvés, malgré des recherches avérées et sérieuses. »
Une instance paritaire représentative des auteurs et des utilisateurs est chargée de définir les critères permettant de déterminer si une œuvre est orpheline au sens de l’alinéa précédent. Un décret en Conseil d’État précise la composition et le fonctionnement de cette instance.